# 斎藤玉男
斎藤 玉男（さいとう たまお、1880年4月14日 - 1972年10月13日）は日本の医師。幕末から明治時代にかけての神職、医師であった斎藤多須久（たすく）の孫。高村智恵子の晩年の主治医であった。

## 経歴
- 1906年 - 東京帝国大学医科大学卒業後、ドイツ、アメリカに留学。
- 1916年 - 日本医学専門学校教授。
- 1923年 - ゼームス坂病院開院。
- 1931年 - 東京府松沢病院副院長。